# دايكي تومي
دايكي تومي (باليابانية: 富居 大樹) (مواليد 27 أغسطس 1989)، هو لاعب كرة قدم ياباني سابق كان يلعب كحارس مرمى.

## وصلات خارجية
- دايكي تومي على موقع رابطة كرة القدم اليابانية للمحترفين (اليابانية)
- دايكي تومي على موقع قاعدة بيانات كرة القدم.إي يو (الإنجليزية)
- دايكي تومي على موقع Soccerway.com (الإنجليزية)
- دايكي تومي على موقع عالم كرة القدم.نت (الإنجليزية)